# 満徳寺
満徳寺（まんとくじ）は、群馬県太田市徳川町にあった時宗の寺院（尼寺）である。「徳川山」が山号とされることがあるが、現存する文書では山号院号はなく「徳川満徳寺」が正式名称である。本尊は阿弥陀如来。鎌倉の東慶寺とともに縁切寺として知られる。跡地は縁切寺満徳寺遺跡公園として公開されており、敷地西側に太田市立縁切寺満徳寺資料館が開設されている。

## 歴史

### 中世
「満徳寺由緒書」および伝承によれば、得川氏の祖得川義季の開基、開山は義季の娘浄念とされる。義季は承久3年（1221年）に長楽寺開基ともなっているため、当寺の創建も同時代と考えられる。義季の子、世良田頼氏の娘浄院尼が2世を継いだ。開山浄念尼については信頼できる史料を欠くが、2世浄院尼は長楽寺に対する土地の寄進状（『長楽寺文書』建治3年（1277年）12月23日、元亨2年（1322年）11月20日）によってその実在が確認できる。
開山当初から時宗であったかは不明だが、弘安3年（1280年）に一遍は上野国を通過しているため、このとき岩松氏と河野氏（一遍は河野氏出身）の関係から改宗された可能性がある。

### 近世
「満徳寺由緒書」では、豊臣秀頼の妻であった千姫（徳川秀忠娘）が大阪城落城後本多忠刻に再婚するために、縁切を目的として当寺に入山したとする。ただし実際には千姫の代わりにその乳母であった刑部局が住職として入山し、中興開山俊長（澄）となったという。
しかし「満徳寺過去帳」および清浄光寺の「藤沢山過去帳」では俊澄の遷化は慶安3年（1650年）5月12日とされるが、『徳川実紀』の同年11月25日条に「刑部卿局へ時服二」とあるため刑部卿局と俊澄を同一人物とみることはできない。『徳川満徳寺史』では「藤沢山過去帳」に「大一坊　上州徳川万徳寺　慶安三庚寅年五月十二日六十才」とあるため元和元年時点では24～25歳となり年齢の面からも俊澄を刑部卿局と同一人物とみることはできないものの、「満徳寺過去帳」の「十二日　慶安三庚寅五月　満徳寺中興大一坊俊澄上人　天樹院殿御乳人　刑部卿事浅井殿末の息女俊澄ハ刑部卿殿娘」との記述から、近江国長命寺の尼僧だった刑部卿局の娘「尊一坊」が満徳寺に住職として入寺したと推測している。
「満徳寺由緒書」は元禄2年（1689年）に俊栄上人がまとめたものであり、元禄4年（1691年）に開山浄念尼の坐像が作られていることからも、この時期に由緒が整理・確定したと考えられる。史実性はともかく、上に述べたような由緒によって、徳川将軍家の庇護のもと縁切寺としての地位を許されるとともに、徳川将軍家の位牌所として位牌料を与えられ、御朱印地100石を得ていた。
満徳寺の伽藍は棟札によれば寛永13年（1636年）に完成したものだが、「満徳寺由緒書」はこの再建は千姫の意向によって計画されたとしている。
寛永10年（1633年）の諸宗本末改の際は、清浄光寺の末寺とされたが、寺社奉行への願い出により延享3年（1746年）に本山末寺を持たない一本寺であることが確認された。
文化6年（1809年）1月25日に本堂など全焼。位牌、本尊などは持ち出し無事だった。

### 近現代
明治維新によって徳川氏の庇護を受けていた満徳寺は財政的基盤を失ったものの、新政府軍から縁切寺としての機能の維持は許された。なお、満徳寺における最後の駈入りは明治3年（1870年）1月25日の事例である。しかし財政難から寺院自体の存続ができなくなり、明治5年（1872年）11月に廃寺となった。
廃寺後、本尊などは青蓮寺、徳川将軍家の位牌などは村内の永徳寺に引き継がれ、文書などは最後の住職浅井智本の養子となった寺役人の子川越銕五郎に渡り現在に伝わっている。
本堂は大正2年（1913年）に移築された後、集会所として使用されていた。
昭和31年（1956年）6月20日、満徳寺跡が群馬県指定史跡に指定。昭和36年（1961年）1月6日、「縁切寺満徳寺文書」が群馬県指定重要文化財に指定。
1992年（平成4年）、尾島町により縁切寺満徳寺資料館（現、太田市立縁切寺満徳寺資料館）が開館し、遺跡地には1994年（平成6年）に本堂・門などが復元され、遺跡公園として整備されている。寺院として復活させる動きもある。

## 歴代住職
|          |                | 遷化                                      | 出自など                                   |
| -------- | -------------- | ----------------------------------------- | ------------------------------------------ |
| 開山     | 浄念尼公       | 12月15日                                  | 得川義季娘                                 |
| 2世      | 浄院尼公       | 建治3年（1277年）12月23日                 | 世良田頼氏娘                               |
| 3世      | 念空比丘尼     | 永仁5年（1297年）6月11日                  | 鳥山時成妻                                 |
| 4世      | 慈円比丘尼     | 観応3年（1352年）9月10日                  | 念空孫                                     |
|          | 大一坊         | 〔明応6年（1497年）～永正10年（1513年）〕 |                                            |
|          | 大一坊明栄上人 | 5月20日                                   |                                            |
|          | 善一坊理栄上人 | 文禄2年（1593年）5月27日                  |                                            |
|          | 乗一坊寿栄上人 | 慶長14年（1609年）3月9日                  |                                            |
| 中興開山 | 俊澄上人       | 慶安3年（1650年）5月12日                  |                                            |
| 2世      | 澄清上人       | 寛文11年（1671年）6月8日                  |                                            |
| 3世      | 俊栄上人       | 元禄16年（1703年）9月23日                 |                                            |
| 4世      | 慈白上人       | 延享元年（1744年）12月2日                 | 菱田氏                                     |
| 5世      | 珠白上人       | 享保5年（1720年）5月1日                   | 常憲院様御代桐之間御番相勤罷在候水島伝助妹 |
| 6世      | 察誉恵白上人   | 享和3年（1803年）10月7日                  | 菱田氏                                     |
| 7世      | 欣誉助白上人   | 天保3年（1832年）9月2日                   | 御小姓組水野勝福娘                         |
| 8世      | 大誉利白上人   | 享和元年（1801年）8月5日                  | 神保和泉守茂清娘                           |
| 9世      | 信誉本栴上人   | 万延元年（1860年）11月26日                | 紀伊守殿家中内藤右門伯母                   |
| 10世     | 鏡誉本清上人   | 遷化年月日不詳                            | 有栖川宮諸太夫中川河内守娘                 |
| 11世     | 誓誉教栴上人   | 明治20年（1887年）2月6日                  | 東京市市ヶ谷田町大久保内膳姉               |
| 12世     | 順誉智本上人   | 明治11年（1878年）8月17日                 | 東京和泉橋通り長彦四郎長女                 |

## 文化財

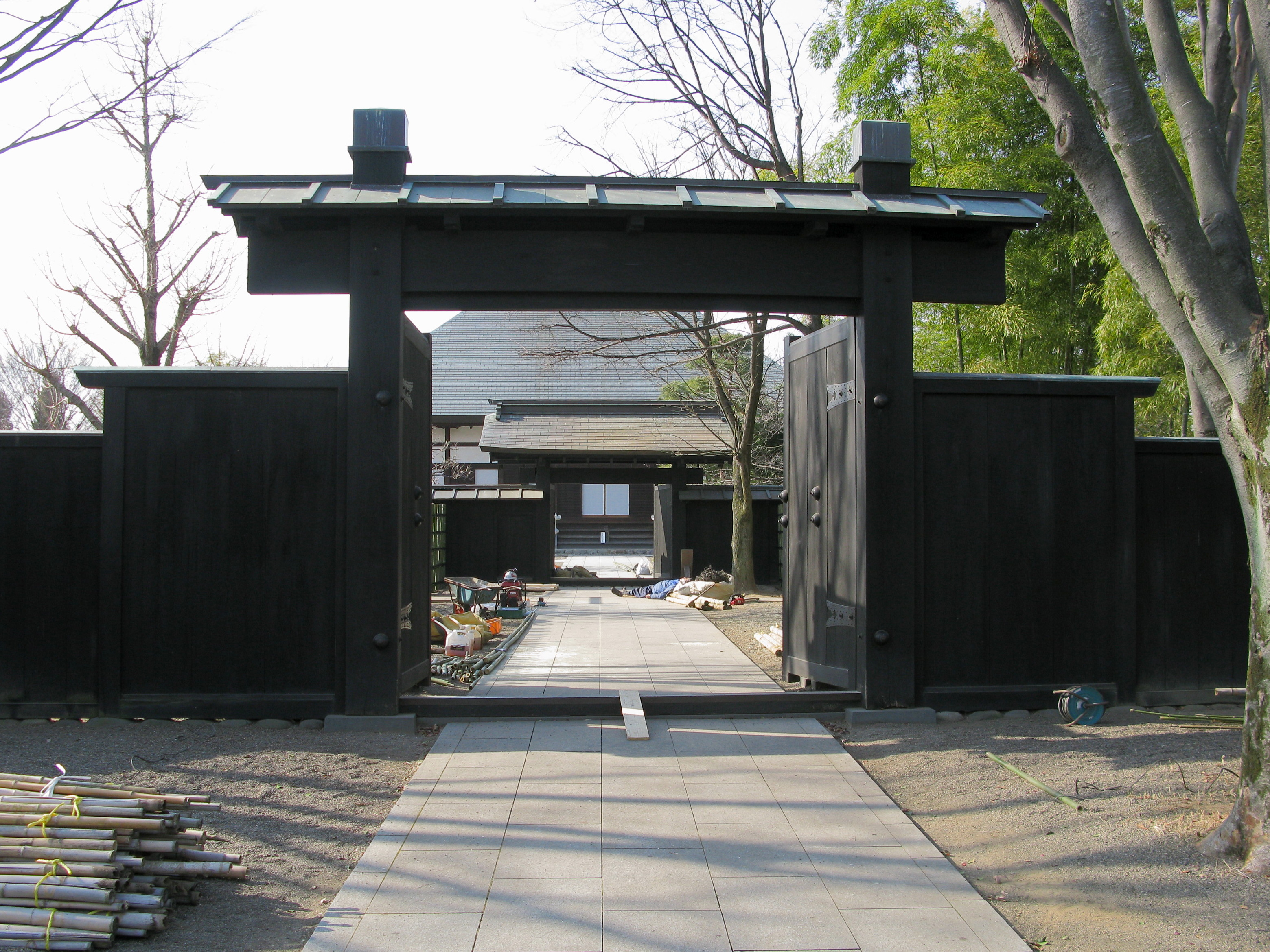
再建された満徳寺駆け込み門

群馬県指定史跡
- 縁切寺満徳寺遺跡

## 所在地
群馬県太田市徳川町382-2

## 関連文献
- 髙木侃「縁切寺満徳寺の内済離縁(二) : 新史料の紹介をかねて」『専修法学論集』第109巻、専修大学法学会、2010年7月、1-19頁、doi:10.34360/00005870、ISSN 0386-5800、NAID 120006793414。